# استان پیسکو
استان پیسکو (به اسپانیایی: Provincia de Pisco) یک استان در پرو است که در منطقه ایکا واقع شده‌است. استان پیسکو ۳٬۹۷۸٫۱۹ کیلومتر مربع مساحت و ۱۵۰٬۷۴۴ نفر جمعیت دارد.